# Al-Bayda, Tỉnh Tartus
Al-Bayda (tiếng Ả Rập: البيضاء, cũng đánh vần al-Beida) là một ngôi làng ở phía tây bắc Syria, một phần hành chính của Tỉnh Tartus, nằm ở phía bắc Tartus. Các địa phương gần đó bao gồm Baniyas ở phía bắc, Kharibah ở phía đông và Maten al-Sahel ở phía nam. Nó nằm ở phía đông của bờ biển Địa Trung Hải. Theo Cục Thống kê Trung ương Syria, al-Bayda có dân số 5.783 người trong cuộc điều tra dân số năm 2004, khiến đây trở thành địa phương lớn thứ hai trong Baniyas nahiyah ("cấp dưới") sau thành phố Baniyas. Cư dân al-Bayda chủ yếu là người Hồi giáo Sunni, và cùng với Baniyas, Basatin al-Assad và Marqab, các ngôi làng tạo thành một khu vực có người Sunni nằm giữa vùng trung tâm có nhiều người Alawite.
Trong cuộc nội chiến ở Syria, al-Bayda rơi vào sự kiểm soát của các phần tử chống Assad. Vào tháng 5 năm 2013, ngôi làng đã bị chính phủ bắn phá, khiến hơn 100 người chết, bao gồm cả thị trưởng và gia đình ông. Theo nhóm đối lập chính, một vụ thảm sát diễn ra vào ngày 2 tháng 5, được thực hiện bởi các lực lượng chính phủ và thân chính phủ. "Quân đội Syria, được hỗ trợ bởi các tay súng từ các làng Alawite gần đó, đã tràn vào làng, đốt nhà và dùng dao, súng và các vật cùn để giết người trên đường phố." 